# 王雲海
王雲海 (おう うんかい、Wang Yunhai、1960年10月9日 - ）は中国河北省出身の刑事法学者。比較法学者。一橋大学名誉教授。元日本法文化学会理事長。国際人材交流支援協力機構最優秀著書賞受賞。

## 経歴[2][3][4]

### 学歴・職歴
- 1982年 - 中国西南政法大学法学部卒業
- 1982年 - 中国政法大学教員
- 1983年 - 全中国の留学試験に合格、中国人民大学法学院進学
- 1984年 - 来日
- 1985年 - 一橋大学大学院法学研究科入学（福田平ゼミ）
- 1987年 - 一橋大学大学院法学研究科修士課程修了、指導教官福田雅章[5]
- 1991年 - 一橋大学大学院法学研究科博士後期課程単位修得退学、同専任講師
- 1998年 - 一橋大学博士（法学）
- 1999年 - 一橋大学大学院法学研究科助教授
- 1999年 - 米国ハーバード大学ハーバード・ロー・スクール客員研究員( - 2000年9月)
- 2003年 - 一橋大学大学院法学研究科教授
- 2020年 - 一橋大学役員補佐（国際交流担当）[6]
- 2024年 - 一橋大学名誉教授[7]、一橋大学大学院法学研究科特任教授[8]

### 所属学会
- 日本刑法学会
- 日本法文化学会(理事 1998年度、理事長 2011年度～2014年度)[9]

### 受賞
- 『「権力社会」中国と「文化社会」日本』で、IPEX (国際人材交流支援協力機構) 2006年度最優秀著書賞[10]。

## 研究の領域
王の研究領域は比較刑事法である。それは彼が中国の出身であること、加えて日本とアメリカで学び、研究を重ねてきたことが基礎となり、そこに多角度から見た説得力のある研究、論説が生み出されている。また、その研究は刑事法上の比較法研究に止まらず、比較文化論的アプローチをもった研究へと拡がり、さらには現在の日中関係の難しい時期に当って、大学教育、出版、講演などを通じて、日中の相互理解を深めることにも貢献している。

### 研究の手法

#### 横的比較と縦的比較
王は独自の方法により中、米、日の刑事法の比較を展開しているが、比較するに当っては、まず異なった国々における同じ刑事法現象を横並べ的に（立法、判例、学説を素材に）比較すべきであるとし、これを「横的比較」といっている。しかし、刑事法はあくまでも社会現象であるので、これに加えて、それぞれの刑事法とそれぞれの社会の関係も比較の対象とすべきであるとし、このような比較を「縦的比較」といっている。比較刑事法にとってはこの双方からの比較が不可欠であるとしている。

#### 三極的比較
また、従来、比較刑事法は「A国対B国」「西洋対東洋」「資本主義対社会主義」等の二極的概念の中での比較が行われてきたが、例えば、同じ「東洋」とされている中国、日本、韓国は多くの面で違っていることがあり、対象内部の相違を明らかにするためには、「二極的比較」では限界があるとして、中、米、日を比較対象とするような「三極的比較」をすることを提唱している。

#### 社会特質による比較
さらに、王は刑事法と社会との関係を比較するとき用いる手法として、社会の外見的制度・枠組みを対象とする「社会体制論」ではなく、また、文化がどこの社会でもどの時代でも、その内容が変化せずに継続していることを想定している「文化精神論」でもない、第三の観点を提案する。それは、それぞれの社会の原点、中心、最も通じる力は何かを基準にして社会を分類し、その社会特質と刑事法との関係を明らかにしようとする「社会特質論」である。この考えに基づく分類により、中国は、「権力社会」 、米国は、「法律社会」、日本は、「文化社会」と定義している。

### 研究の分野とテーマ

#### 日本の刑罰の軽重
王は「日本の刑罰は重いか軽いか」をテーマに、中、米、日の比較の中での日本の「犯罪」と「刑罰」の特徴を研究している。具体的には、まず、中、米、日における死刑、経済犯罪、薬物犯罪、刑事裁判の刑事法上の意義を比較している。その結果、日本の刑罰の特徴は、犯罪とされる行為の範囲が極めて広範囲であるが、それに対する刑罰は軽い、即ち「広くて浅い」と結論づけている。この特徴は、日本が文化を原点とする社会 のゆえであるとしている。

#### 3国の死刑制度の比較
王は米国、中国、日本の三国の死刑制度の共通点と相違点を比較して、それぞれの今後の取るべき姿勢を明らかにしている。具体的には、「保護法益論」を基準にして、死刑の罪名、死刑の様式、死刑の条件、死刑の執行方法、死刑の前後刑罰、死刑の社会的基礎という6つの項目にわたって、それぞれの死刑制度を比較したうえで、米国では、死刑に「経済的機能」を果たさせているのに対して、中国ではそれに「政治的機能」を、日本ではそれに「文化的機能」をそれぞれに果たさせていると析出している。また、これら3国に対して、いずれも純粋な「法治主義」的な視点から死刑問題を再認識する必要性があることを結論づけている。特に、死刑の存廃論争に関して王自身は、死刑を廃止すべきであると主張しているが、その理由は、殺人犯などの犯罪者の罪状が死刑に値しないからではなく、国家、法律、正常な人々はより高い道徳基準・より高い次元で行動しなければならないからであるとしている。

#### 中国の行刑
中国は長い間受刑者に対する行刑のことを政治活動の一環として、「労働改造」と称し、強制労働と思想教育を中心に行っていたが、いまは日本や米国の法治主義的要素を取り入れた「法治主義的労働改造」ともいうべきものが21世紀の監獄行刑のあるべき姿であって、中国のこれからとるべき道もそこにあると結論付けている。

#### 中国の賄賂罪への死刑適用
各国の中で、中国は最も死刑を多用しており、公務員の収賄罪も死刑の対象とされているが、贈賄罪と収賄罪を区別するのみならず、収賄罪だけに死刑を適用している。これは、中国法は党こそ人民利益の代弁者・奉仕者であることに基づく「一党支配の正統性」という観点から収賄を最も厳重な犯罪である政治犯罪・体制犯罪の一種とするもので、この正統性を直接傷つける収賄側の公務員だけに厳罰を科し、死刑をもって対処しているものと分析をしている。これは、規範法と政策法の両面から比較する中で、中国における収賄罪に対する死刑適用の真の理由の解明といえる。

## 著作

### 単著
- 『賄賂の刑事規制―中国、米国、日本の比較研究』日本評論社、1998年。
- 『刑務作業の比較研究―中国、米国、日本』信山社、2001年。
- 『美国的賄賂罪―実体法与程序法』中国政法大学、2002年。
- 『中国社会と腐敗―腐敗との向き合い方法』日本評論社、2003年。
- 『死刑の比較研究―中国、米国、日本』成文堂、2005年。
- 『「権力社会」中国と「文化社会」日本』集英社新書、2006年。
- 『日本の刑罰は重いか軽いか』集英社新書、2008年。
- 『監獄行刑的法理』中国人民大学出版社、2010年。
- 『賄賂はなぜ中国で死罪なのか』国際書院、2013年。
- 『The Death Penalty in China: Policy, Practice and Reform』Columbia University Press、2016年

### 共著
- 『第4章 刑事法』執筆、『現代中国法講義(第3版)』西村幸次郎編、法律文化社、NJ叢書、2008年
- 『第10章 腐敗問題とその対策』執筆、『グローバル化のなかの現代中国法(第2版)』西村幸次郎編著、成文堂、2009年
- 『第3章 死刑改革から見る中国法の「変」と「不変」』執筆、『現代中国法の発展と変容-西村幸次郎先生古稀記念論文集』成文堂、2013年
- 『対論！日本と中国の領土問題』共著者、横山宏章、集英社新書、2013年
- 『よくわかる中国法』編著者、王雲海、周劍龍、周作彩、ミネルヴァ書房、2021年